# Jharkhand Vikas Dal
Jharkhand Vikas Dal ("Jharkhands utvecklingsparti") var ett politiskt parti i den indiska delstaten Jharkhand. I juni 2004 slogs partiet samman med Janata Dal (United). Partiets ordförande var Suraj Mandal, anklagad för inblandning i en 300 miljoner rupier stor korruptionsskandal.